# Olaf Gulbransson

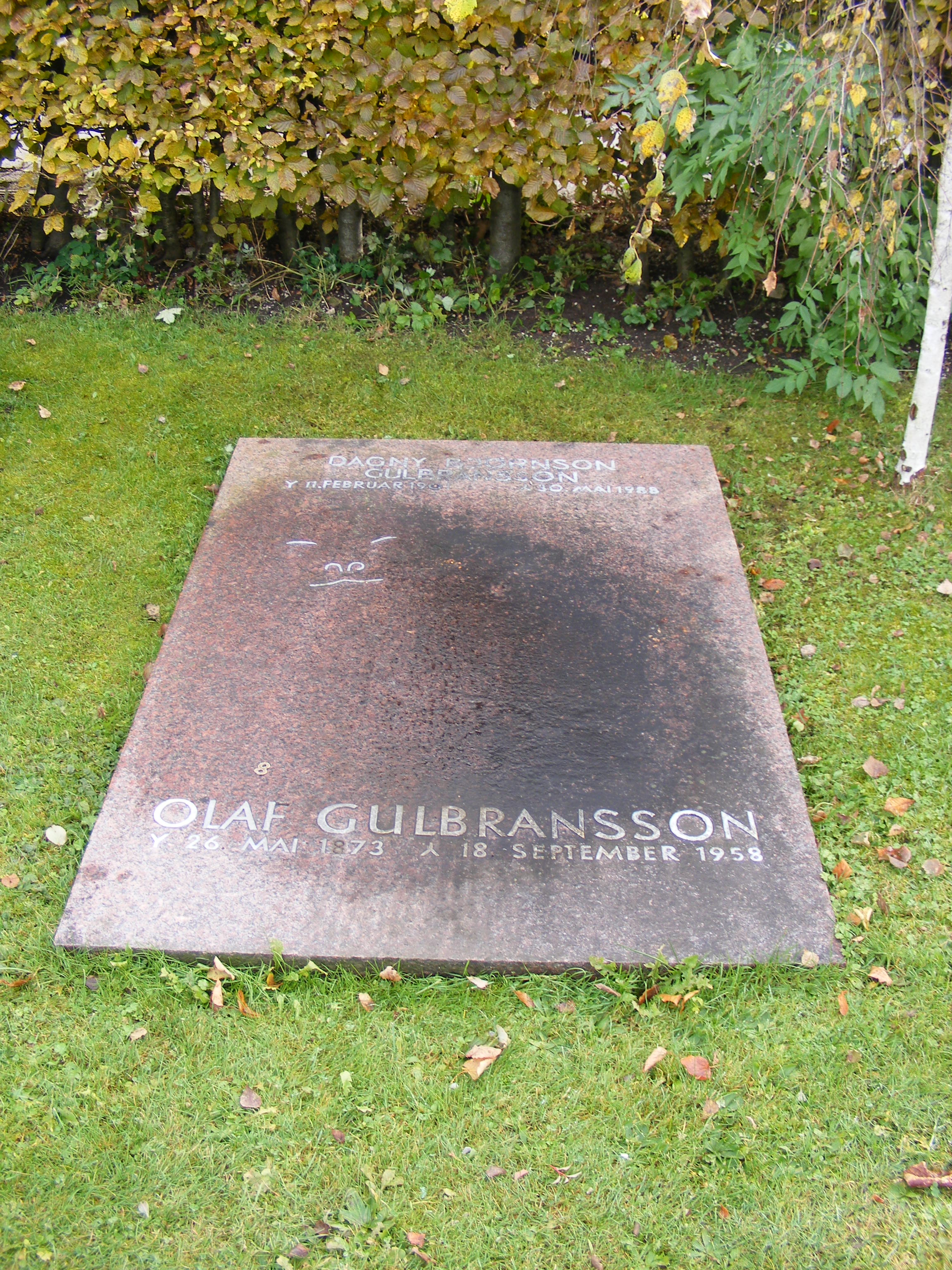
Grób Gulbranssona

Olaf Leonhard Gulbransson (ur. 26 maja 1873 w Christianii (obecnie Oslo), zm. 18 września 1958 w majątku Schererhof koło Tegernsee) – norweski malarz, grafik i karykaturzysta, wieloletni współpracownik niemieckiego czasopisma satyrycznego "Simplicissimus". 

## Życiorys
W latach 1885–1893 uczęszczał do Królewskiej Szkoły Sztuki i Rzemiosła w Christianii. Od roku 1890 współpracował z norweskimi czasopismami satyrycznymi. W roku 1894 odbył służbę wojskową. W roku 1899 odbyła się w Christianii pierwsza wystawa jego karykatur portretowych. Około roku 1900 studiował w paryskiej Akademii Colarossiego. 
W roku 1902 na zaproszenie założyciela "Simplicissimusa", Alberta Langena, zamieszkał w Monachium i rozpoczął stałą współpracę z tym czasopismem. W roku 1914 został członkiem Berlińskiej Secesji, gdzie zaprzyjaźnił się z Maxem Liebermannem, Paulem Wegenerem i Heinrichem Zille. W roku 1916 został powołany do służby wojskowej, ale wkrótce odkomenderowany do służby propagandzisty w Ministerstwie Spraw Zagranicznych. W roku 1917 został członkiem rzeczywistym Berlińskiej Akademii Sztuki.
Pod koniec I wojny światowej powrócił do Monachium. W roku 1925 otrzymał wraz z Edvardem Munchem członkostwo honorowe Akademii Sztuk Pięknych w Monachium. W roku 1929 objął katedrę na Akademii Sztuk Pięknych w Monachium po Franzu von Stucku. W tym samym roku nabył posiadłość wiejską Schererhof koło Tegernsee. 
W okresie przejęcia władzy przez Hitlera odbywała się w Berlinie wystawa z okazji 60-lecia urodzin Gulbranssona. Wystawa ta została następnie przeniesiona do Monachium, ale tam po dwóch dniach zamknięta na polecenie władz partii hitlerowskiej. Powodem była karykatura Gulbranssona w "Simplicissimusie" z roku 1930, ukazująca aktywistów hitlerowskich jako głupców. 
Po ataku oddziału SA na redakcję "Simplicissimusa" czasopismo zaprzestało publikowania satyry przeciw nowym władzom. Gulbransson zajął postawę oportunistyczną, rysował karykatury apolityczne. Po wybuchu II wojny światowej Gulbransson zaczął tworzyć propagandowe karykatury ośmieszające przeciwników III Rzeszy. Po wojnie zaszył się w swojej posiadłości Schererhof. Zajął się ilustrowaniem wydawnictw książkowych.

## Twórczość
Wczesne prace pozostawały pod wpływem nordyckiego ekspresjonizmu i stylu art nouveau. Współpracując z "Simplicissimusem" wykształcił Gulbransson własny styl, w którym najprostszymi środkami uzyskiwał niezwykłą siłę wyrazu. Jego prace ukształtowały oblicze "Simplicissimusa". 